# Madelief, krassen in het tafelblad
Madelief, krassen in het tafelblad is een Nederlandse jeugdfilm uit 1998 van Ineke Houtman, naar een scenario van Rob Arends. Het verhaal is gebaseerd op jeugdboeken van Guus Kuijer. Hoofdrolspeelster Madelief Verelst kreeg voor haar rol in deze film in 2000 een nominatie voor een Young Artist Award. De originele filmmuziek werd gecomponeerd door Henny Vrienten.

## Verhaal
Als de oma van Madelief overlijdt, gaat ze enige tijd bij haar opa logeren. De twee blijken het erg goed met elkaar te kunnen vinden, en gaan op zoek naar het verleden van oma.

## Rolverdeling
| Acteur             | Personage            |
| ------------------ | -------------------- |
| Madelief Verelst   | Madelief             |
| Giulia Fleury      | Madelief als peuter  |
| Rijk de Gooyer     | Opa                  |
| Peter Blok         | Opa als jonge man    |
| Margo Dames        | Moeder               |
| Kitty Courbois     | Oma                  |
| Veerle Dobbelaere  | Oma als jonge vrouw  |
| Freek Bom          | Mischa               |
| Tjerk Risselada    | Vader van Mischa     |
| Pim Lambeau        | Oudtante Ant         |
| Adrian Brine       | Man van oudtante Ant |
| Thomas Acda        | Oom Wim              |
| Lies Visschedijk   | Oppas Mieke          |
| Ineke Veenhoven    | Buurvrouw            |
| Rob van de Meeberg | Buurman              |
| Jaap Stobbe        | Jaap                 |
| Ingeborg Elzevier  | Vrouw van Jaap       |
| Eddy Lichtenbarg   | Glurend jongetje     |
| Max Verdult        | Glurend jongetje     |
| Freek Viele        | Glurend jongetje     |
| Kees Borst         | Boer op tractor      |